# Artipe alax
Artipe alax är en fjärilsart som beskrevs av John Nevill Eliot 1956. Artipe alax ingår i släktet Artipe och familjen juvelvingar. Inga underarter finns listade i Catalogue of Life.